# Sofia Mabergs
Sofia Mabergs (* 9. April 1993 in Malung) ist eine schwedische Curlerin. Derzeit spielt sie an der Position des Lead im Team von Anna Hasselborg.

## Karriere
Mabergs begann ihre internationale Karriere bei der Juniorenweltmeisterschaft 2011 als Lead im Team von Jonna McManus; die Mannschaft belegte den vierten Platz. Die gleiche Platzierung erreichte sie bei der Juniorenweltmeisterschaft 2012 im Team von Sara McManus; im darauffolgenden Jahr wurde sie wieder mit Sara McManus Fünfte.
2014 gewann sie als Lead in dem von ihrem Bruder Patric Mabergs geskippten Team die Goldmedaille bei der Mixed-Europameisterschaft 2014.
Bei der Weltmeisterschaft 2014 war sie als Ersatzspielerin im Team von Margaretha Sigfridsson dabei und wurde Siebte. Danach wechselte sie in das Team von Anna Hasselborg, mit dem sie bei der Weltmeisterschaft 2017 Vierte wurde. 
Bei der Europameisterschaft 2016 zog sie mit Hasselborg in das Finale ein, verlor aber gegen das russische Team von Wiktorija Moissejewa. Auch bei der Europameisterschaft 2017 kam sie mit der schwedischen Mannschaft wieder in das Finale, musste sich aber Schottland (Skip: Eve Muirhead) geschlagen geben.
Mabergs vertrat mit Anna Hasselborg, Sara McManus (Third) und Agnes Knochenhauer (Second) Schweden bei den Olympischen Winterspielen 2018. Im Finale gegen Südkorea mit Skip Kim Eun-jung gewannen die Schwedinnen die Goldmedaille. Bei der Weltmeisterschaft 2018 im kanadischen North Bay unterlag sie im Finale der kanadischen Mannschaft um Jennifer Jones und gewann die Silbermedaille. Im November 2018 gewann sie mit dem Team Hasselborg durch einen Finalsieg gegen die Schweiz (Skip: Silvana Tirinzoni) die Europameisterschaft 2018; es war ihre erste Goldmedaille bei diesem Wettbewerb.
Mabergs spielt mit dem Team Hasselborg auf der World Curling Tour und konnte dort mehrere Turniere gewinnen. Im September 2018 gewann sie mit dem Elite 10 in Chatham-Kent ihr erstes Turnier des Grand Slam of Curling. Es war der erste Sieg bei einem Grand-Slam-Turnier für das Team Hasselborg, aber auch der erste Sieg eines schwedischen Frauenteams. Im Oktober 2018 errang sie den zweiten Grand-Slam-Sieg in Folge beim Masters in Truro.
Bei den Olympischen Spielen 2022 gewann sie mit der schwedischen Mannschaft eine Bronzemedaille.